# Річард Різбі

Річард Джон Гренвілл Спрінг, барон Різбі (нар. 24 вересня 1946, Кейптаун, Південна Африка) — британський політик, член Консервативної партії у Великій Британії, член палати Лордів парламенту Великої Британії. Він також є торговим представником Прем'єр-міністра в Алжирі. Співзасновник Агентства модернізації України.

## Біографія
Лорд Різбі народився в 1946 році в Кейптауні, Південна Африка, де закінчив Рондебошську середню школи для хлопчиків і Кейптаунский університет. У дитинстві він жив у мальовничому передмісті Фреснає. Згодом він навчався в Кембриджському університеті. Будучи випускником економічного факультету Кембриджського університету, Лорд Різбі зробив кар'єру у сфері фінансових послуг. У 1992 році він увійшов до Палати громад, де став представником опозиції по закордонних справах і по справах Співдружності і у Казначействі, а також виступав заступником голови Консервативної партії. Лорд Різбі увійшов до Палати лордів у листопаді 2010 року, він також є торговим представником Прем'єр-міністра.

## Парламентська кар'єра
Різбі був вперше обраний на посаду депутата у 1992 році на загальних виборах, представляючи Бері-Сент-Едмундс. Різбі служив особистим парламентським секретарем сера Патрика Мейх'ю як секретар у справах Північної Ірландії (1994—1995), Тіма Еггара на посту міністра торгівлі та промисловості (1995—1996) та Миколі Сомс і Джеймс Арбетнот як Міністрів держав на Міністерство оборони (1996—1997)
У 1997 році Різбі був обраний на посаду члена парламенту від графства Саффолк. Він був представником відомства закордонних справ тіньового парламенту Великої Британії в період з 2000 і 2004 року і міністром тіньового казначейства в період між 2004 і 2005 роками.
23 листопада 2009 року, Різбі оголосив, що він буде стояти вниз на загальних виборах 2010 року..
У період з 2005 по 2010 рік він був Віце-головою Консервативної партії ВБ, відповідальний за ділові зв'язки в Лондоні. Він був також директором британської сирійського суспільства в період між 2003 і 2011 роками.
24 грудня 2010 року Різбі був обраний довічним пером, як барон Різбі Хаверхілл в графстві Саффолк.
У листопаді 2012 року лорд Різбі був оголошений одним з дев'яти торгових представників прем'єр-міністра Великої Британії.

## Поза парламентом
Лорд Різбі є головою Британсько-українського товариства, займає цю посаду від 2007 року [8] Він також є одним з двох покровителів організації бізнесу Місто майбутнього, разом з сером Джоном Мейджором. [9] Різбі є директором декількох підприємств і організацій, серед них, нафтової компанії Hawkley і Minexco Petroleum Inc, і президент асоціації теплоелектроцентралі. Він також заступник голови Бюро малого бізнесу.
У 2015 році під час міжнародного форуму «Україна завтра», який пройшов у Відні, Різбі став одним із співзасновників Агентства модернізації України, окрім Різбі підписи під декларацією про створення агентства поставили голова Німецько-українського форуму Райнер Лінднер, голова Німецько-Української парламентської групи, депутат Бундестагу Карл-Георг Вельман, французький громадський діяч, філософ і публіцист Бернар-Анрі Леві.

## Особисте життя
У 1979 році, він одружився у Вестмінстері з Джейн Генікер-старшою, дочкою Джона Генікер-старшого, 8-го барона Генікера. У 1993 році вони розлучилися, має двох дітей.